# The Sweet Escape (canção)
"The Sweet Escape" é uma canção da artista musical norte-americana Gwen Stefani, contida em seu segundo álbum de estúdio de mesmo nome. Conta com a participação do rapper senegalês Akon, sendo escrita e produzida pelo próprio em conjunto com Giorgio Tuinfort, com o auxílio de Stefani na escrita. A faixa surgiu de uma análise realizada por Akon acerca da carreira da intérprete desde sua integração na banda No Doubt até a sua ascensão a carreira como solista; ele compôs a canção inspirado pelo gênero doo-wop — ao invés de hip hop, como esperado por Stefani — após observar a mudança no som da artista fora da banda. A sua gravação ocorreu em 2006 nos estúdios Right Track Recording em Nova Iorque, Doppler Studios em Atlanta, Geórgia, e nos Henson Recording Studios em Hollywood, Califórnia. Inicialmente, foi lançada nas rádios mainstream norte-americanas em 19 de dezembro de 2006. Foi posteriormente disponibilizada para venda digital em 29 de janeiro de 2007 através da Interscope Records, servindo como o segundo single do disco.
Liricamente, "The Sweet Escape" trata de um pedido de desculpas entre duas pessoas envolvidas em um relacionamento e descreve uma vida idealizada como um sonho e agradável para ambos. A obra recebeu comentários positivos da mídia especializada, entretanto a inclusão do rapper na faixa foi depreciada e notada como sem destaque. Nos Grammy Awards de 2008, foi nomeada para Best Pop Collaboration with Vocals. Em termos comerciais, obteve êxito especialmente nos Estados Unidos, onde atingiu pico na segunda posição da Billboard Hot 100 e passou quinze semanas nas dez melhores posições. Também ficou entre os cinco primeiros lugares de países como Austrália, Canadá, Escócia, Irlanda, Nova Zelândia e Reino Unido, conquistando certificação de platina dupla pela Australian Recording Industry Association (ARIA), ouro pela Recorded Music NZ e prata pela British Phonographic Industry (BPI).
O vídeo musical correspondente foi dirigido por Joseph Kahn e filmado em dezembro de 2006, estreando em 10 de janeiro de 2007 no LAUNCHcast. Representando uma metáfora para a letra da canção, o trabalho mostra cenas de Stefani e as dançarinas Harajuku Girls presas em uma cela dourada. As sequências retratam a artista a realizar uma tentativa de fuga da cela e, posteriormente, a encontrar Akon, com este ajudando-a na trama; os dois acabam perseguidos por duas policiais, retratadas pelas dançarinas. O projeto recebeu uma indicação para o MTV Video Music Awards de 2007 na categoria Melhor Participação, porém perdeu para "Beautiful Liar", de Beyoncé e Shakira. Para a sua divulgação, a faixa foi apresentada em programas televisivos tais como American Idol e The Ellen DeGeneres Show, e no Nickelodeon Kids' Choice Awards de 2007. Além disso, foi incluída no repertório da The Sweet Escape Tour (2007).

## Antecedentes e elaboração

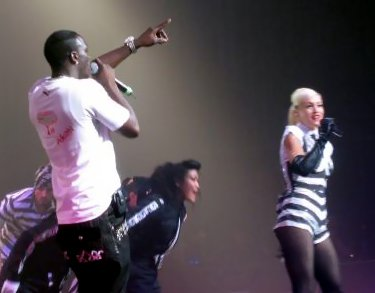
Gwen Stefani e Akon apresentando "The Sweet Escape" em maio de 2007

Responsável pela publicidade de The Sweet Escape, segundo álbum de inéditas de Gwen Stefani, Jimmy Iovine, presidente da gravadora Interscope Records, foi quem incentivou a colaboração entre Stefani e Akon para a faixa homônima. A gravadora enviou uma cópia do disco de estreia do rapper, Trouble (2004), para Gwen e a encorajou diversas vezes a trabalhar com ele. Akon rapidamente aceitou a proposta e Stefani também, após pessoas importantes a terem convencido disso.
Assim que foi convidado para trabalhar com Stefani, Akon analisou o trabalho da cantora, desde a sua participação como vocalista na banda No Doubt até a sua carreira solo, e percebeu que o som que ela havia cultivado com a banda se perdeu ao longo do seu trabalho individual. Stefani, preocupada com o seu filho Kingston Rossdale, na época recém-nascido, pensou em cancelar a colaboração, pois, segundo a própria, "não queria passar pela dor de tentar trabalhar com alguém que ela não conhecia". Jimmy Iovine chamou-a e disse-lhe: "Você pode cancelar tudo o que quiser em sua vida, mas não cancele esse trabalho".
Em um encontro de ambos, Akon tocou algumas músicas do seu material para Stefani. Juntos eles pensaram em palavras que pudessem ajudar na comercialização da grife de roupas de Stefani, L.A.M.B., e na imagem das Harajuku Lovers, as dançarinas que acompanhavam a artista, concluindo em "Sweet Escape". Akon mostrou a ela ritmo e o tempo que havia desenvolvido para a canção, e eles começaram a escrever a letra, terminando-a em dez minutos, e encerrando em uma produção mais no estilo doo-wop do que hip hop, esperado pela cantora. "The Sweet Escape" foi escrita pela intérprete juntamente com o rapper e Giorgio Tuinfort, sendo produzida pelos dois últimos.

## Estrutura musical

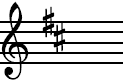
Notas musicais.

Uma obra derivada do ska e do doo-wop, "The Sweet Escape" foi composta no tom de si bemol menor, contendo ainda elementos do new wave e da disco music. A obra foi escrita em compasso quádruplo (normalmente usado no gênero doo-wop) com um metrônomo de ritmo moderado de 120 batidas por minuto. O alcance vocal de Stefani abrange cerca de duas oitavas, indo de sol maior3 a fá maior5. A canção utiliza dois compassos frasais que, além do refrão, usam uma progressão harmônica i–III–IV–VI. O acorde si bemol menor foi dedilhado em 1⅓ da batida, e uma tonalidade relativa foi para produzir a segunda inversão, em acorde de ré bemol maior, dedilhado em 1⅔  da batida. No segundo compasso, a primeira inversão em mi bemol maior tem, adicionado a ela, um nono que antecede o sétimo acorde de sol bemol maior, dedilhados com a mesma duração dos dois anteriores.
A introdução da canção consiste em oito compassos instrumentais seguido de outros oito compassos os quais Akon canta "Woohoo, yeehoo". Na metade do primeiro verso, vocais sobrepostos são introduzidos para produzir uma sequência de colcheia em si bemol menor no vocal de Stefani. O vocal da intérprete foi sobreposto novamente quando canta o refrão pela segunda vez na faixa. Logo, ela retorna para a última parte do primeiro verso e repete o refrão. A canção fecha com Akon repetindo a linha "Woohoo, yeehoo" e o verso "Eu quero partir para a nossa doce fuga".
Liricamente, "The Sweet Scape" trata-se de uma discussão entre duas pessoas envolvidas em um relacionamento amoroso. Nas letras, Stefani pede desculpas por agir de forma errada com o seu parceiro, dizendo que quer ser uma esposa melhor. Ainda que a intérprete admita seus erros, ela elimina parte de sua culpa, algo semelhante as obras "Don't Take It Personal (Just One of Dem Days)" (1995), da cantora Monica, e "I'm Good at Being Bad" (1999), do grupo feminino TLC. Em contraste com a música do No Doubt em terceiro disco, Tragic Kingdom (1995), em "The Sweet Escape" Stefani sugere um desejo de vida domiciliar mais agradável, especialmente durante o refrão.

## Avaliação crítica
Stephen Thomas Erlewine, do portal Allmusic, descreveu "The Sweet Escape" como "uma irresistível faixa impulsionada pelo gancho yeehoo e apoiada por um refrão que se tornou o hino do verão". Escrevendo para a revista musicOMH, John Murphy referiu-se a obra como "uma canção pop encantadora e de inspiração para o verão, com um refrão muito contagiante". Murphy ainda a comparou com "Keep Fishin'" (2002), da banda de rock alternativo Weezer, enquanto que Ben Sisario, da Blender, comparou-a com o trabalho do The Beach Boys. Da NME, Alex Miller comparou a canção com o trabalho de Madonna no início da carreira, mas acrescentou que o som parece "sacarina". Anna Britten, do Yahoo! Music, comentou que "The Sweet Escape" tem influência da música da década de 1970, mais especificamente da banda soul Chairmen of the Board. Através do portal About.com, Bill Lamb enxergou-a como "uma mudança bem-vinda [após] uma produção excessiva em 'Wind It Up'", no entanto complementou que a faixa "facilmente entra por um ouvido e sai pelo outro, deixando poucos vestígios de sua presença." O programa Video on Trial, transmitido pelo MuchMusic, chamou-a de "incrivelmente intoxicante."
A presença de Akon, contudo, rendeu comentários negativos. Quentin B. Huff, do PopMatters, encontrou pouca contribuição vocal do cantor e disse que muito dele foi desperdiçado para a canção. Rob Sheffield, da Rolling Stone, alertou que "The Sweet Escape" é uma tentativa de capitalizar o sucesso que Akon teve em parceira com Eminem em "Smack That" (2006). Paul Flynn, do jornal The Observer, estava descontente com sua presença e destacou artistas do hip hop com maior visibilidade, como Dr. Dre e Andre 3000, que participaram do álbum de estreia de Gwen, Love. Angel. Music. Baby. (2004), e acrescentou que a canção tem um "tom esquisito" de Madonna em "True Blue" (1986). Charles Merwin, da Stylus Magazine, classificou o vocal do rapper como um "uivo".

## Vídeo musical
O vídeo musical da canção teve sua estreia em 10 de janeiro de 2007 no LAUNCHcast. O vídeo abre com cenas de Stefani e as dançarinas, denominadas Harajuku Girls, numa cela dourada. Depois de tirar a chave a um cão, elas fogem. Stefani está, então, numa cobertura duas horas depois. Ela atira duas longas tranças, permitindo que as Harajuku Girls escalem o prédio e, após, cortem as tranças. Elas encontram Akon num estacionamento e Stefani embarca num carro com ele. Eles são perseguidos por duas das Harajuku Girls que estão caracterizadas como policiais, e o vídeo acaba com Stefani atrás das grades depois de duas horas de perseguição. O vídeo tem cortes, em cenas nas quais aparecem Stefani e Akon em frente a uma letra G iluminada.
O vídeo foi filmado em dezembro de 2006, alguns dias antes do Natal. Foi dirigido por Joseph Kahn e produzido por Maryann Tenado, da H.S.I. Productions. As cenas da cela e da cobertura são simbolicamente mostrados como é estar preso pelo amor, que Stefani não pode fugir da sua prisão metafórica, representando como uma fuga dela mesma. A cena da cobertura é uma alusão ao conto de fadas Rapunzel. O vídeo também mostra publicidade por colocação de dois veículos da General Motors, o Chevrolet Tahoe e o Buick Lucerne.
"The Sweet Escape" estreou na MTV entre os dez clipes mais vistos no programa Total Request Live, na posição #7 e chegou à posição #2 no mês seguinte. O vídeo foi nomeado para o prêmio MTV Video Music Awards de 2007 de Melhor Participação, mas perdeu para o clipe de Beyoncé e Shakira, "Beautiful Liar". Depois de 20 de janeiro, a canção estreou no programa Countdown, do canal MuchMusic, e chegou ao primeiro lugar em março. Em dezembro de 2007, a MTV Internacional introduziu um certificado para reconhecer vídeos que foram bem-sucedidos fora dos Estados Unidos e "The Sweet Escape" totalizou mais de 11.000 exibições de fevereiro a junho de 2007, recebendo, assim,  um prêmio de platina por ser o vídeo mais visto.

## Faixas e formatos
| Download digital – Konvict Remix |                                                                 |         |  |
| N.º                              | Título                                                          | Duração |  |
| 1.                               | "The Sweet Escape" (Konvict Remix [com a participação de Akon]) | 4:01    |  |

| CD maxi single (Alemanha e Autrália) |                                                 |         |  |
| N.º                                  | Título                                          | Duração |  |
| 1.                                   | "The Sweet Escape" (com a participação de Akon) | 4:06    |  |
| 2.                                   | "Hollaback Girl" (Harajuku Lovers Live Version) | 4:49    |  |
| 3.                                   | "Wind It Up" (Robots to Mars Remix)             | 3:34    |  |
| 4.                                   | "The Sweet Escape" (vídeo musical)              | 4:05    |  |

## Desempenho comercial
Nos Estados Unidos, "The Sweet Escape" fez sua estreia na 93.ª posição na Billboard Hot 100 durante a edição de 30 de dezembro de 2006. Após a ocorrência da apresentação de Stefani e Akon da canção no American Idol no final de março de 2007, atingiu pico no número dois na tabela — esta foi sua melhor posição —, em 14 de abril, ficando atrás somente do próprio Akon com seu trabalho subsequente, "Don't Matter"; o single vendeu 140.200 cópias digitais durante essa semana. A canção passou quinze semanas consecutivas dentre as dez melhores e permaneceu na parada por mais de nove meses. Ao final do ano, foi listada no número três na Hot 100 norte-americana. Também tornou-se bem-sucedida na Pop Songs e Pop 100 Airplay, e alcançou a segunda posição na Mainstream Top 40. Obteve forte execução em rádios adult contemporary (AC), o que a fez alcançar as cinco melhores colocações nas tabelas Hot Adult Contemporary Tracks e Adult Pop Songs. A canção foi nomeada para Best Pop Collaboration with Vocals nos Grammy Awards de 2008, mas acabou perdendo para "Gone Gone Gone (Done Moved On)", de Robert Plant e Alison Krauss. Com mais de 2,1 milhões de cópias baixadas, "The Sweet Escape" foi o terceiro single mais vendido em formato digital do ano 2007 e, segundo a Nielsen Broadcast Data Systems, foi o quinto mais tocado do ano nos Estados Unidos. No Canadá, a canção teve sucesso semelhante, alcançando o segundo posto da Canadian Hot 100, tabela oficial do país, onde permaneceu por mais de seis meses.
"The Sweet Escape" foi igualmente exitosa na continente europeu, listando-se no topo da European Hot 100 Singles por três semanas em março de 2007. No Reino Unido, a canção entrou na UK Singles Chart no número três, vendendo cerca de 30 mil cópias em sua primeira semana. Na semana seguinte, a faixa chegou ao número dois, atrás apenas de "Shine", do grupo britâncio Take That, dando a Stefani sua melhor colocação com um single em carreira solo na região. Passou a segunda semana consecutiva no número dois, detrás apenas de "Walk This Way", de Sugababes e Girls Aloud, vendendo pouco mais de 23 mil cópias. A canção teve um desempenho positivo em outras países da Europa, atingindo os cinco primeiros lugares na França, Hungria, Noruega, Países Baixos e Romênia, e o top 10 na Áustria, Bélgica, República Checa, Finlândia, Alemanha e Suíça.
A canção estreou na segunda colocação no periódico oficial da Austrália, o ARIA Charts, e nele permaneceu por seis semanas, abaixo de Hinder com "Lips of an Angel" e Silverchair com "Straight Lines". A Australian Recording Industry Association (ARIA) certificou-a com platina dupla pela comercialização de 140 mil downloads digitais. Na Nova Zelândia, o single estreou no topo do gráfico e foi certificado como ouro pela Recorded Music NZ.
| Tabela musical (2007)                                  | Melhor posição |
| ------------------------------------------------------ | -------------- |
| Alemanha (Media Control Charts)                        | 6              |
| Austrália (ARIA Charts)                                | 2              |
| Austrália (ARIA Urban Chart)                           | 1              |
| Áustria (Ö3 Austria Top 40)                            | 6              |
| Bélgica (Ultratop 50 de Flandres)                      | 9              |
| Bélgica (Ultratop 40 da Valônia)                       | 3              |
| Canadá (Canadian Hot 100)                              | 2              |
| China (Top 40 Charts)                                  | 16             |
| Dinamarca (Tracklisten)                                | 7              |
| Escócia (The Official Charts Company)                  | 4              |
| Eslováquia (IFPI Slovenská Republika)                  | 12             |
| Estados Unidos (Billboard Hot 100)                     | 2              |
| Estados Unidos (Mainstream Top 40)                     | 2              |
| Estados Unidos (Rhythmic Songs)                        | 28             |
| Estados Unidos (Pop Songs)                             | 1              |
| Estados Unidos (Adult Pop Songs)                       | 2              |
| Estados Unidos (Latin Pop Songs)                       | 36             |
| Estados Unidos (Hot Adult Contemporary Tracks)         | 3              |
| Finlândia (IFPI Finlândia)                             | 8              |
| França (Syndicat National de l'Édition Phonographique) | 4              |
| Grécia (IFPI Greece)                                   | 25             |
| Hungria (Rádiós Top 40)                                | 3              |
| Hungria (Dance Top 40)                                 | 20             |
| Irlanda (Irish Recorded Music Association)             | 4              |
| Itália (Federazione Industria Musicale Italiana)       | 14             |
| Letônia (Latvian Airplay Top 50)                       | 9              |
| Noruega (VG-lista)                                     | 2              |
| Nova Zelândia (NZ Top 40 Singles)                      | 1              |
| Países Baixos (Dutch Top 40)                           | 5              |
| Países Baixos (Single Top 100)                         | 8              |
| Polônia (Związek Producentów Audio Video)              | 2              |
| Romênia (Romanian Top 100)                             | 3              |
| Rússia (Russian Music Charts)                          | 12             |
| Reino Unido (UK Singles Chart)                         | 2              |
| Reino Unido (UK R&B Chart)                             | 1              |
| República Tcheca (IFPI Česká Republika)                | 9              |
| Suécia (Sverigetopplistan)                             | 13             |
| Suíça (Schweizer Hitparade)                            | 10             |
| Europa (European Hot 100 Singles)                      | 1              |
| Venezuela (Record Report)                              | 3              |

| Tabela musical (2007)                                  | Posição |
| ------------------------------------------------------ | ------- |
| Alemanha (Media Control Charts)                        | 33      |
| Austrália (ARIA Charts)                                | 9       |
| Austrália (ARIA Urban Chart)                           | 7       |
| Áustria (Ö3 Austria Top 40)                            | 26      |
| Bélgica (Ultratop 50 de Flandres)                      | 51      |
| Bélgica (Ultratop 40 da Valônia)                       | 19      |
| Estados Unidos (Billboard Hot 100)                     | 3       |
| Estados Unidos (Pop Songs)                             | 2       |
| Estados Unidos (Adult Pop Songs)                       | 7       |
| Estados Unidos (Hot Adult Contemporary Tracks)         | 6       |
| França (Syndicat National de l'Édition Phonographique) | 40      |
| Hungria (Rádiós Top 40)                                | 20      |
| Nova Zelândia (NZ Top 40 Singles)                      | 13      |
| Países Baixos (Dutch Top 40)                           | 34      |
| Países Baixos (Single Top 100)                         | 24      |
| Romênia (Romanian Top 100)                             | 30      |
| Reino Unido (UK Singles Chart)                         | 13      |
| Suécia (Sverigetopplistan)                             | 47      |
| Suíça (Schweizer Hitparade)                            | 31      |
| Europa (European Hot 100 Singles)                      | 9       |

| País (Empresa)                    | Certificação |
| --------------------------------- | ------------ |
| Alemanha (BVMI)                   | Ouro         |
| Austrália (ARIA)                  | 2× Platina   |
| Bélgica (BEA)                     | Ouro         |
| Dinamarca (IFPI Dinamarca)        | Ouro         |
| Noruega (IFPI Noruega)            | Ouro         |
| Nova Zelândia (Recorded Music NZ) | Ouro         |
| Reino Unido (BPI)                 | Prata        |
| Suécia (GLF)                      | Ouro         |